# Paranormalno
 Ovo je glavno značenje pojma Paranormalno. Za istoimeni film pogledajte Paranormalno (2007.).
Paranormalno (grč. i lat. para = pored, protiv, u usporedbi s) označava nešto što odstupa od društvenih norma. Termin se često rabi kao sinonim za pojave koje se ne mogu objasniti poznatim psihološkim i fizičkim znanstvenim zakonima.
Paranormalne pojave su često iracionalne ili kontroverzne.
Prema skepticima pojave ili otkrića koja na neki način odgovaraju teoriji o paranormalnim pojavama ubrzo se proglasuju kao jedinstvena pojava, a suprotnom slučaju, kada se prikazuju kao krivotvorina, ili kad se fenomen je objasni sasvim racionalno, u okruženju entuzijasta pojavljuje se diskretna tišina. Neke "paranormalne" pojave mogu imati racionalno objašnjenje.

## Paranormalne pojave
Među najzastpljenije paranormalne pojave spadaju duhovi, izvanzemaljci, neidentificirani leteći objekti i kriptidi. Takve pojave je teško empirijski dokazati, zbog čega ih znanstvena zajednica mahom odbacuje. Problem je i tzv. ljudski faktor, odnosno mogućnost da će čovjek u izvjesnim okolnostima netočno interpretirati događaj kojem je svjedočio. Tako se često događalo da se naizgled neobjašnjivi fenomeni uspješno razriješe racionalnim objašnjenjem (pr. farovi od automobila ili aviona mogu se pričiniti kao NLO). U određenom broju slučajeva, fenomen nije moguće racionalno objasniti pa se navodi kao nepoznat, uz uvjerenje kako se radi o prirodnom fenomenu koji, barem zasad, nema znanstveno objašnjenje.

## Vanjske poveznice
- Paranormalno na dmoz.org  Arhivirana inačica izvorne stranice od 19. listopada 2011. (Wayback Machine) (engl.)